# كريس شيبرد
كريس شيبرد (بالإنجليزية: Chris Shepherd)‏ هو كاتب سيناريو ورسام رسوم متحركة بريطاني، ولد في 4 ديسمبر 1966 في ملعب أنفيلد في المملكة المتحدة.

## وصلات خارجية
- كريس شيبرد على موقع IMDb (الإنجليزية)
- كريس شيبرد على موقع ميوزك برينز (الإنجليزية)
- كريس شيبرد على موقع قاعدة بيانات الفيلم (الإنجليزية)